# Garage (house)
Garage house, ook wel US garage genoemd, is een vorm van moderne elektronische muziek.
De term werd voor het eerst gebruikt in de Verenigde Staten om platen te beschrijven van eind jaren 70 of begin jaren 80 die in de nachtclub Paradise Garage in New York werden gedraaid. Later werd de term voornamelijk gebruikt om de op soul en gospel geïnspireerde house en discomuziek aan te duiden. Deze muziek werd bekendgemaakt door Tony Humphries in Club Zanzibar in Newark. Garage wordt gekenmerkt door de house- en disco-invloeden.

## Artiesten
- Grant Nelson